# كارل ليوبولد دوق مكلنبورغ-شفيرين
كارل ليوبولد (بالألمانية: Karl Leopold zu Mecklenburg-Schwerin)‏ (26 نوفمبر 1678 - 28 نوفمبر 1747)؛ كان دوق مكلنبورغ-شفيرين من 1713 حتى وفاته في 1747.
كان الابن الثاني لفريدرخ دوق مكلنبورغ-غرابو وكريستينه من هسن-هومبورغ، خلف شقيقه فريدرخ فيلهلم في 1713.
كارل ليوبولد تزوج ثلاث مرات: كانت زوجته الأولى صوفي هيدفيع من ناساو-ديتس ابنة هندريك كازمير الثاني فان ناساو-ديتس تزوجها في 27 مايو 1709 في ليوواردن، وطلقها في 1710، لم يكن لديهم أبناء.
زوجته الثانية كانت كريستينه فون ليبيل تزوجها في 7 يونيو 1710 وطلقها في 2 أكتوبر 1711، لم يكن لديهم أبناء أيضا.

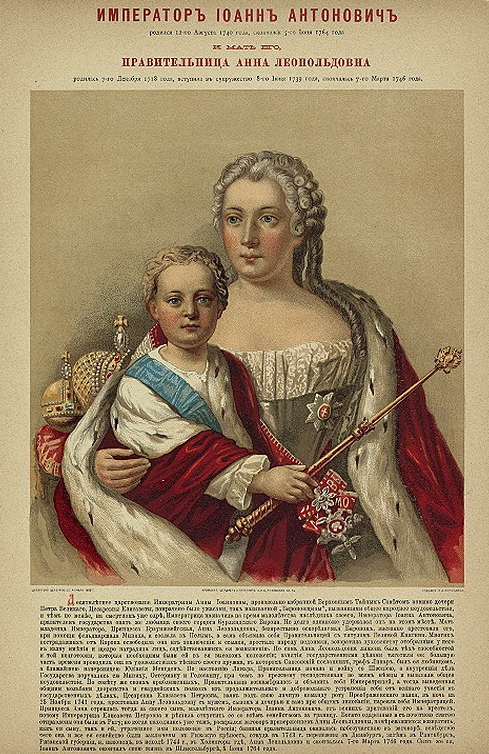
ابنته آنا ليوبولدوفنا وحفيده الإمبراطور إيفان السادس أثناء الحكم في 1740.

في حين زوجته الثالثة كانت إيكاترينا من روسيا ابنة القيصر إيفان الخامس تزوجا في 19 أبريل 1716 في دانزيغ استطعت إيكاترينا انجاب له ابنة في 1718 إليزابيث كاثرين كريستينه، وأيضا أصبح حاملاً مرة أُخرى في 1721، ولكن انجبت طفلاً ميتاً، وبعد أن أصبح الزواج في ورطة فرت مع ابنته نحو عمها بطرس الأكبر في سان بطرسبورغ ولم يروا بعضهم أبداً، لاحقاً ابنته الوحيدة ستعتنق الأرثوذكسية في 1733 لجعلها وريثة مقبولة للعرش الروسي، ومع 1740 أصبح حفيده إيفان السادس إمبراطوراً على روسيا حتى الإطاحة به في أواخر العام التالي، وجر ابنته وعائلته نحو السجن لبقية حياتهم.
توفي كارل ليوبولد في 1747 وخلفه شقيقه الأصغر كريستيان لودفيغ الثاني.